# Stronghold (игра, 2001)
Stronghold (с англ. — «Крепость») — компьютерная игра жанра RTS, выпущенная Firefly Studios в 2001 году. Функционал игры включает как стратегическую составляющую: строительство, развитие и поддержание экономики средневекового поселения, так и тактические бои между отрядами юнитов, оборону или штурм укреплений и собственно замков. В игре присутствует военная кампания из двадцати одной миссии, сюжетно связанных и позволяющих игроку пройти все этапы развития от строительства главного здания вплоть до использования всех войск для штурма вражеского замка. Экономическая кампания короче, цели миссий при этом заключаются в накоплении определённого количества ресурсов за ограниченный промежуток времени. Согласно задумке разработчиков, действие сюжета происходит в Средневековой Англии и начинается, согласно календарным данным, в 1066 году, однако поскольку не всегда в заданиях даётся ограничение по времени, миссии могут длиться десятки или даже сотни игровых «лет».
Многие аспекты правил игры являются нововведением жанра и на момент выхода игры были уникальны. Такие издания, как PCGamer и GameSpy, высоко оценили новую игру, а большое количество фанатов привело к созданию достаточно крупного игрового сообщества, члены которого создают различные игровые карты и любительские модификации. Позже, на волне успеха игры вышло несколько новых частей,  что сформировало настоящую игровую серию: Stronghold: Crusader (2002), Stronghold 2 (2005), Stronghold Legends (2006), Stronghold 3 (2011), Stronghold Kingdoms (2012), Stronghold Crusader 2 (2014) и Stronghold Warlords (2021). Всего было продано свыше 1,5 млн копий этой игры.
В июле 2023 года компания-разработчик объявила о переиздании игры под названием Stronghold: Definitive Edition. Firefly Studios обещает обновлённую графику и саундтрек без изменений в зарекомендовавшем себя игровом процессе. Также анонсированы дополнительная сюжетная кампания из 14-ти миссий и современный мультиплеер. Выпуск состоялся 8 ноября 2023 года.

## Режимы игры
В игре присутствуют 2 режима: сражения и экономика, военный и мирный пути. Сражения включают в себя: военную кампанию, осаду, вторжение, сетевую игру. Экономика включает в себя: экономическую кампанию, экономические миссии, свободное строительство. Игра снабжена собственным редактором карт, где можно создавать следующие карты: осада, экономическая, вторжение, строительство, а также карты для сетевой игры, либо особые осадные миссии. Так же есть возможность поиграть по локальной сети или через Интернет — присутствует мультиплеерный режим и специальные мультиплеерные карты.

## Геймплей
Игрок выступает в роли лорда, правящего средневековым замком с его населением и командующего собственной армией. Ему предстоит не только наладить экономику и обеспечить замок продовольствием и сырьём, но и подготовить обученное войско, которое сможет выдержать любую осаду или же нанести удар по противнику. Для того, чтобы поселение процветало, игроку необходимо поддерживать определённый уровень популярности, оцениваемой в баллах от 0 до 100. Если показатель популярности падает ниже 50, то из замка начинают уходить жители, а если выше — то будут появляться новые в соответствии с числом отстроенных крестьянских хижин. Для поддержки высокого уровня популярности в первую очередь необходимы наличие запасов продовольствия с соответствующим рационом и адекватный уровень налогов, которые жители не любят платить; есть и дополнительные факторы, влияющие на популярность, но не так сильно, как питание и налоги. Строительство дополнительных хижин увеличит численность населения замка, но вместе с тем их нужды возрастут в виде ускоренного потребления пищи.
В отличие от большинства других игр, любое здание в игре возводится мгновенно, а солдаты обучаются также без промедления, однако для обучения солдат нужны единицы оружия, которое производится в специальных мастерских, и деньги. «Платой» за это является отсутствие возможности ремонта зданий или лечения солдат. Лорд может сражаться наравне с другими солдатами, однако его гибель будет означать поражение в любой миссии. Также игрок может за деньги строить осадные машины, которые применяются как в защите, так и в нападении на вражеский замок.

### Экономика и строительство
У игрока есть шесть типов зданий, которые могут быть возведены: замковые строения (стены, башни, ворота, казармы и т.д.), здания для добычи ресурсов (лесопилки, каменоломни, рудники и т.д.), здания сельского хозяйства (все фермы, приносящие продовольствие и иные ресурсы), городские строения (дома, церкви, колодцы и т.д.), оружейные мастерские (производят оружие и доспехи) и здания для обработки и хранения продуктов питания (амбары, мельницы, пекарни и др.) Все эти здания строятся мгновенно и могут также сноситься по желанию игрока. Для возведения замка игрок может строить как деревянные, так и каменные стены, строить различные башни, ворота разных размеров, подъёмные мосты. Весь замок возможно окружить рвом, который могут выкапывать солдаты. На крупных башнях игрок может разместить башенные защитные машины, помогающие при обороне.
В игре есть четыре типа основных ресурсов: дерево, камень, железо и нефть. Они добываются на лесопилках, каменоломнях, рудниках и скважинах соответственно. Дерево необходимо для строительства почти всех построек в игре: лесорубы, свалив дерево, распилят его на доски и доставят на склад, где хранятся все ресурсы. Камень, необходимый для строительства замка, добывается на каменоломне, но перевезти его можно только с помощью привязи: волы перевезут этот груз. Железо, нужное для производства самого мощного оружия и доспехов, а также строительства котлов с кипящим маслом, добывается на рудниках. Нефть, которая добывается на скважинах, может использоваться для создания кипящего масла, которое можно выливать на головы противников, или для заполнения рвов, которые можно поджечь и тем самым уничтожить любую армию, угодившую в этот ров.
Для обеспечения продовольствием игрок может строить избушки охотников, молочные фермы, яблоневые сады и пшеничные поля, что соответствует четырём типам продовольствия — мясу, сыру, яблокам и хлебу. Однако добытая на полях пшеница должна быть превращена сначала в муку на мельнице, а затем из муки можно выпечь хлеб. Игрок вручную настраивает скорость потребления пищи и разрешаемые к употреблению виды продовольствия, что серьёзно влияет на популярность. Также игрок может строить хмельники, где выращивается хмель, из которого позже варится эль. Эль потребляется населением после строительства трактиров, и это также приносит популярность игроку. Оружейные мастерские также требуют различные ресурсы: дерево, железо и шкуры коров с молочных ферм.
Эффективность работы любого здания зависит частично и от проявления почтительности: игрок может построить множество садов, монументов или майских шестов, которые повысят его популярность, но при этом работники будут чаще отвлекаться, больше времени тратить на прогулки, чем на работу. С другой стороны, если игрок построит орудия пыток и устрашения, он потеряет часть популярности, но работники будут трудиться быстрее. Популярность также контролируется за счёт религии: строительства часовен, церквей и соборов. Священник, благословляя часть населения, повысит популярность лорда, однако для поддержания высокого уровня нужно также строить более крупные храмы. Золото же в игре можно получить двумя способами: за счёт налогов и торговли. Рынок доступен не всегда, покупка ведётся только оптом (по 5 единиц товаров), продажа — в зависимости от количества товара на складах. Золото тратится на некоторые городские строения, обучение солдат и строительство осадных орудий.
В целом баланс между экономической выгодой и популярностью — основная дилемма для игрока, которую можно решать различными способами. В экономических миссиях на землях игрока дополнительно происходят какие-либо бедствия: неурожай, налёты разбойников, пожары, для тушения которых требуются пожарные и колодец, эпидемии чумы (которую может нейтрализовать специально нанятый лекарь), нашествие волков на деревни или кроликов на поля. Эти события могут подорвать популярность лорда, хотя бывают и обратные события.

### Война
Управление юнитами традиционно для стратегий в реальном времени: в игре не существует отдельных рас и народов, и все стороны имеют одинаковый набор войск для найма. Для производства юнитов игроку необходимы казарма, где они нанимаются, оружейная с оружием, свободные граждане (крестьяне) и золото. Обучение солдат происходит мгновенно. Юниты дистанционного боя — это лучники и арбалетчики, которые автоматически атакуют врага, как только завидят его. Юниты ближнего боя — копейщики, пехотинцы с булавами, пикинёры, мечники и рыцари, которые по умолчанию бездействуют, если им не приказать атаковать кого-то конкретно. В некоторых миссиях доступны монахи с посохами, которых нельзя нанять.
Главный акцент в игре сделан не на полевые сражения, а на осаду и оборону замка, башен и стен, вследствие этого многие идеи игры в этом отношении являются новаторскими. Войскам позволяется занимать позиции на башнях и передвигаться по стенам, обстреливая находящегося внизу противника, но они также могут и разрушать деревянные и каменные стены оружием ближнего боя. Игроку при строительстве предоставляется широкий выбор видов каменных и деревянных стен, башен, рвов, зубцов, ям с кольями и даже чанов с кипящей смолой. Для осады и штурма существует набор осадных машин: катапульты, баллисты, требушеты, осадные башни и тараны, управляемые инженерами. Игра предоставляет возможность штурмовать город противника, не только ломая стены вражеской крепости, но и захватывая их с помощью осадных башен и лестниц. Игрок может организовать пожар или эпидемию в стане противника, а также прорыть подкоп под стены противника и обрушить их.

#### Войска
В качестве сооружений, где нанимаются боевые единицы присутствуют казармы, гильдия инженеров и гильдия сапёров. В казармах нанимаются все основные боевые пехотные юниты, а также единственный вид кавалерии в игре: рыцари. В игре присутствуют монахи, но нанять их нигде нельзя (в Stronghold Crusader появилась возможность нанимать их в соборе). В гильдии инженеров есть осадные рабочие и инженеры. Инженеры ничем не вооружены, но их можно приставить к оборонительным орудиям, к чану с маслом или к осадным машинам, а также они могут поливать головы врагов кипящим маслом. В гильдии сапёров нанимаются сапёры-копатели, они делают подкопы под вражеские каменные укрепления.
У некоторых воинов, которых можно нанять в казарме, есть особые умения: лучники могут поджигать нефтяные рвы, и это единственный вид стрелков, который может залезать по осадным лестницам (так же способны и копейщики с пехотинцами), копать ров; копейщики могут сталкивать осадные лестницы и наносят незначительно увеличенный урон кавалерии; пехотинцы переходят на бег, если враг приближается; пикинёры могут копать ров (а у них есть железная броня) и выдерживают 3 волчьих ямы (мечники и рыцари 2).

## Сюжет кампании
Действие происходит в средневековой Англии в период Высокого Средневековья. Согласно сюжету, король попал в плен к варварам, и его страна захвачена алчными баронами. Игроку предстоит возглавить верные королю войска и постепенно отвоевать страну у четверых злодеев: Крысы, Кабана, Змеи и Волка, попутно отомстив за гибель своего отца. Сюжет может быть отсылкой к истории борьбы принца Джона с баронами в период Третьего Крестового Похода, когда король Ричард был захвачен австрийским герцогом Леопольдом.

### Часть I: Гибель Королевства
Когда Король попал в плен к варварам, Англию начали раздирать междоусобные войны. Несколько дворян, в том числе и отец главного героя, попытались прекратить войны и начали переговоры, но были перебиты бандой неизвестных. Израненный и измученный главный герой добирается до нейтрального полуострова (на карте он соответствует Корнуоллу), где собрались последние остатки сопротивления, верные былому королю. Героем движет только одно — желание отомстить за гибель отца.
Под командованием лорда Вулсака и сэра Лонгарма герой приступает к своему первому заданию: постройке лагеря и обеспечению провизией людей сопротивления. К сожалению, задание проваливается из-за неудачного выбора месторасположения лагеря, поскольку он оказался размещён аккурат посреди волчьей тропы. По приказу сэра Лонгарма герой занимает заброшенный форт и начинает тренировку лучников с целью перебить всех волков к зиме. К несчастью, задание осложнилось тем, что это нейтральное графство граничило с графствами герцога де Пюса по прозвищу Крыса. Во время истребления волков шпионы Крысы засекли чужаков, однако были уничтожены. Об их исчезновении скоро становится известно Крысе.
Страна Крысы
Не дожидаясь распоряжений лорда Вулсака, сэр Лонгарм отдает герою приказ построить форт на границах земель Крысы, чтобы лучше судить о численности его армии. Миссия выполняется тайно. Возведя форт на границе и победив отряд шпионов де Пюса, герой захватывает своё первое графство, однако несколько выживших сбегают с поля боя и добираются до Крысы.
Тот начинает паниковать из-за вторжения в одно из графств, однако его сосед, Змея, недооценивает угрозу и предлагает съездить на охоту, пока небольшой отряд расправляется с мятежниками. Герой, однако, отбивает все атаки и захватывает первое графство Крысы, что приводит его снова в панику. Змея просит Крысу успокоиться и расслабиться, утверждая о своём плане возвращения графства. Крыса выдвигает предложение о перемирии.

### Часть II: Укрепление позиций
Лорд Вулсак был недоволен действиями героя и сэра Лонгарма. Вскоре приходит письмо от Лорда Вулсака, в котором тот в негодовании на героя и сэра Лонгарма за открытое противостояние Крысе и потому решает согласиться на предложение Крысы о выводе всех войск из захваченных графств. Сэр Лонгарм предупреждает, что это ловушка, ибо отец героя был убит точно в такой же ситуации, и предлагает продолжить войну, но лорд Вулсак его не слушает. Оправдываются худшие опасения сэра Лонгарма: передовой отряд уничтожается в засаде. Отстранив лорда Вулсака от командования, сэр Лонгарм высылает герою на помощь своих каменщиков и велит соорудить мощную крепость и отбить атаку трусливого де Пюса. Герою это вновь удалось, и ещё одно графство присоединяется.
Змея, не ожидавший такого провала, в панике бросает Крысу и сбегает. Повстанцы вовсю радуются победам героя и уже предвкушают скорое падение Крысы, а сэр Лонгарм назначает его главнокомандующим. Вскоре пришла просьба о помощи от лорда Мэнкина. Лорд Мэнкин поднимал народ в других графствах на борьбу с тиранами, и это совсем не нравилось патрону Крысы — таинственному Волку. Под давлением Волка Крыса собирает свои последние силы и бросает в атаку на владения Мэнкина, но гарнизон Мэнкина под командованием героя побеждает.
Вскоре объявляется герцог Борегар (он же Змея) и предлагает герою сотрудничество. В обмен на 20 бочек эля (начальная цена была 10 бочек) Змея присылает подкрепление, которое побеждает армию Крысы, но после битвы занимает графство и изгоняет мятежников. К счастью, Крыса в панике оставляет без присмотра свой главный замок (на карте он расположен около Лондона), и мятежники его занимают. На помощь Крысе Волк отправляет войска ещё одного подопечного (Кабан), однако под командованием Крысы эти войска терпят поражение. В последнем сражении Крыса сам бросается в атаку с целью отвоевать свой замок, но гибнет, а его шлем становится хорошим трофеем.
Поместье Змеи
Герой получает приказ от сэра Лонгарма о продвижении дальше. Следующий предатель — Змея, коварный губернатор, который за расхищение казны в своё время был выслан в «новые колонии» (территория Уэльса). В одном из первых сражений Змея потерял глаз в схватке с отцом героя и поклялся отомстить всему роду: именно он и заманил в ловушку отца героя. Пока герой пробивается и, сражаясь с войсками Змеи, занимает его владения, Волк и примкнувший к нему герцог де Трюф (Кабан) начинают активно отвоевывать графства Крысы, захваченные повстанцами. Тем временем сэр Лонгарм договаривается с варварами о выкупе за жизнь Короля, а лорд Вулсак открывает второй фронт на былых землях Крысы.
Но вторгнувшись в графства Змеи, герой сам попал в непростое положение, ибо его поместья граничили с землями Волка, самого свирепого, опытного и жестокого из всех предателей. Часть войск Волка отправляется на подмогу Змее. Люди паникуют, так как лучники своими стрелами не могут поразить закованных в железную броню мечников Волка (оказывается под силу разве что пехотинцам с палицами). На помощь приходит таинственный монах, отдающий герою планы подробных чертежей создания арбалетов. Быстро воплощая теорию в практику, герой начинает тренировать арбалетчиков. Мечники Волка были сражены и графство Змеи вновь захвачено. Однако с захватом одного графства мятежники потеряли другое, которое захватил Кабан, а лорда Вулсака жестоко пытали и в итоге убили.

### Часть III: И один в поле воин
С целью собрать выкуп герой нападает на лагерь, где находится сокровищница Змеи, и захватывает казну Змеи, накопив дополнительные средства для выкупа. Варвары принимают предложение и отпускают короля. Понимая, что медлить нельзя (Волк решил взяться за повстанцев всерьез), сэр Лонгарм отдает герою приказ взять замок Змеи и прикончить его владельца. Войска Кабана, несмотря на попытку отвлечь героя, не помогают в обороне замка. Перед смертью Змея признается, что заманил в ловушку отца героя, но не убивал того. Понимая, что армия Волка уже на подходе, герой отступает с оставшимися войсками.
Земли Кабана
Следующим в списке предателей является Кабан. Сначала герою приходится ночью перейти в графство Кабана, которое расположено в горах, и отбивать его атаки из горного форта, пользуясь чертежами башенной баллисты, переданной тем самым монахом. Сэр Лонгарм параллельно отплывает с выкупом за Королём. Волк продолжает вести преследование, а войска героя устают. Пользуясь тем, что Кабан сейчас в походе, войска героя грабят фамильный замок Кабана и через него отступают к болотам. Захватывая замок, герой удачно отступает к болотам, что приводит Кабана в бешенство. Устав гоняться за ним, Волк приказывает Кабану самому расправиться с ним. Кабан уверен в своей победе, ибо герой загнан в угол.
Вскоре героя просит о помощи тот самый монах, давший чертежи арбалета и баллисты. Он просит защитить монастырь от людей Кабана, которые пытаются найти ценные рукописи. К счастью, Кабан идёт по ложному следу на момент обращения монахов с просьбой. Герой узнаёт от них секрет «огненной реки» (ров с нефтью, поджигаемый огненными стрелами). С её помощью герой задерживает Кабана и отправляет монахам груз камней для строительства укреплений монастыря.

### Часть IV: За короля и королевство!
Затем герой получает известия от сэра Лонгарма, что он и король захватили ещё несколько графств. Герою приходится ещё некоторое время сдерживать библиотеку церкви от набегов армии Кабана. За время осады он узнает ещё один важный секрет — кипящее масло (выливается на врагов). После герой переходит на последнее графство Кабана — его фамильный замок. Но со времен предыдущей осады он был заново отстроен, нанят новый гарнизон, и вообще он был усилен. Несмотря на небольшие силы, герой побеждает Кабана и уничтожает его самого. Взятие этого замка — самая сложная осада в игре.
Логово Волка
В отчаянии Волк бросает все силы на войска героя, используя весьма «грязные» методы (в том числе и чуму). Будучи предупрежден сэром Лонгармом, герой имеет при себе опытного знахаря, и чума его людям не помеха. Не без труда он отбивает атаки Волка. Раздосадованный Волк решает заманить героя в ловушку и обращается к нему: возможно, что Змея говорил правду о заманивании в ловушку отца героя, но убийцей является именно Волк. Волк издевательски советует герою, если он жаждет мести, встретиться с ним. Герой, желающий отомстить, идёт в логово Волка. Сэр Лонгарм, удивлённый таким ходом героя, велит укрыться в брошенном Волком замке и ждать подкрепление. Отбив ещё одну атаку Волка (самая крупная атака в игре, где со стороны Волка задействованы все типы войск), герой встречает подкрепление, а Волк спасается бегством.
Король лично просит героя возглавить командование над всей армией королевства в атаке на логово Волка. Герой собирает свои силы и идёт на решающий штурм замка, в котором, несмотря на разгром основных сил Волка, осталось ещё много людей. В завязавшейся битве Волк понимает своё поражение и, протягивая герою меч, произносит: «Можешь убить меня, но на колени я падать не собираюсь!». Герой пронзает Волка и со словами «За моего отца!» поворачивает рукоятку и сталкивает Волка с парапета. Крик Волка эхом разносится по всей цитадели.

### Эпилог
Все мятежники убиты, король вернулся к власти, королевство восстановлено, месть за отца свершилась. С этими мыслями герой отправляется на покой, чтобы и дальше жить долго и счастливо.
И только в Stronghold 3 выясняется, что Волк выжил после падения со стены и намеревается отомстить...

## Оценки
| Сводный рейтинг | Сводный рейтинг |
| Агрегатор       | Оценка          |
| --------------- | --------------- |
| GameRankings    | 79,08 %         |